# Peliococcus ocanae
Peliococcus ocanae är en insektsart som beskrevs av Goux 1990. Peliococcus ocanae ingår i släktet Peliococcus och familjen ullsköldlöss. Inga underarter finns listade i Catalogue of Life.